# Rauhenberg (Andechs)
Der Rauhenberg ist ein 729 m hoher Berg im Bayerischen Alpenvorland südlich von Andechs im Pfaffenwinkel.
Der höchste Punkt des Rauhenbergs selbst ist Weidegelände, am Nordrand jedoch Naturdenkmal. Auf einem benachbarten Hügel nördlich befindet sich die Stephanskapelle, während ein weiterer Hügel südlich das Naturschutzgebiet Mesnerbichl beheimatet.